# Lil Skies
Kimetrius Cristopher Foose (Chambersburg, Pensilvanija, SAD, 4. kolovoza 1998.), poznatiji pod umjetničkim imenom Lil Skies, američki je reper, pjevač i tekstopisac. Jedan je od najistaknutijih predstavnika žanrova SoundCloud i emo rapa, scena koje su privukle pozornost mainstreama tijekom kasnih 2010-ih godina.
Potpisao je s Atlantic Recordsom 2017. te objavio singlove: "I", "Nowadays" i "Red Roses". Pjesme su dospjele na 39., 55. i 69. mjesto na ljestvici Billboard Hot 100. Njegov osmi miksani album i debi velike izdavačke kuće, Life of a Dark Rose, objavljen u siječnju 2018., zauzeo je deseto mjesto na Billboardovoj ljestvici 200 i dobio platinastu certifikaciju Američkog udruženja diskografske industrije. Njegov debitantski studijski album, Shelby iz veljače 2019. i njegov nastavak iz siječnja 2021. godine, Unbothered, dosegnuli su peto i 50. mjesto na ljestvici.

## Osobni život
Foose navodi svoju vlastitu pjesmu "Red Roses" kao vlastitu najdražu pjesmu, nazivajući glazbenu kombinaciju njega i Landona Cubea kao "epskom". Kao svoju najveću glazbenu inspiraciju navodi Lil Waynea.
Pokušava izbjegavati drogu što je više moguće nakon što je vidio da negativno utječe na živote njegovih starih prijatelja.
U jednom intervjuu, Skies tvrdi da bi volio raditi nešto "Bear Grylls tipa, vanjske stvari" i da mu je najdraži hobi ribolov.
Živi u gradu Waynesborou u Pensilvaniji te je sa svojom dugogodišnjom djevojkom Jacey Fugate u 2019. godini dobio prvo dijete.

## Diskografija

### Studijski albumi
- Shelby (2019.)
- Unbothered (2021.)